# Lauvitel
Le Lauvitel est un lac de montagne situé à 1 510 mètres d'altitude, sur les hauteurs de la commune du Bourg-d'Oisans, dans le département français de l'Isère, en Auvergne-Rhône-Alpes. Il est situé dans la vallée du Vénéon. C'est le plus grand lac du Massif des Écrins (Isère), en fait un versant de l'Oisans. Le lac est accessible en randonnée pédestre.
La partie sud du lac et le fond du vallon sont classés « réserve naturelle intégrale » depuis 1995, avec pour objectif "le suivi de la dynamique naturelle d'écosystèmes peu soumis à l'action anthropique" ; le même site ayant ensuite été reconnu en 2012 première aire protégée de France reconnue pour sa vocation scientifique (d'après un classement de l'union internationale pour la conservation de la nature (UICN). Cette zone est interdite aux visiteurs et réservée à la recherche scientifique.

## Étymologie
Le nom « Lauvitel » est formé de Lau qui veut dire « lac » et de vitel qui veut dire « eau ». Pour cette raison, les formes « lac Lauvitel », « lac du Lauvitel » et « lac de Lauvitel » parfois rencontrées sont des tautologies de la même manière que « lac Léman » pour le Léman.

## Géographie

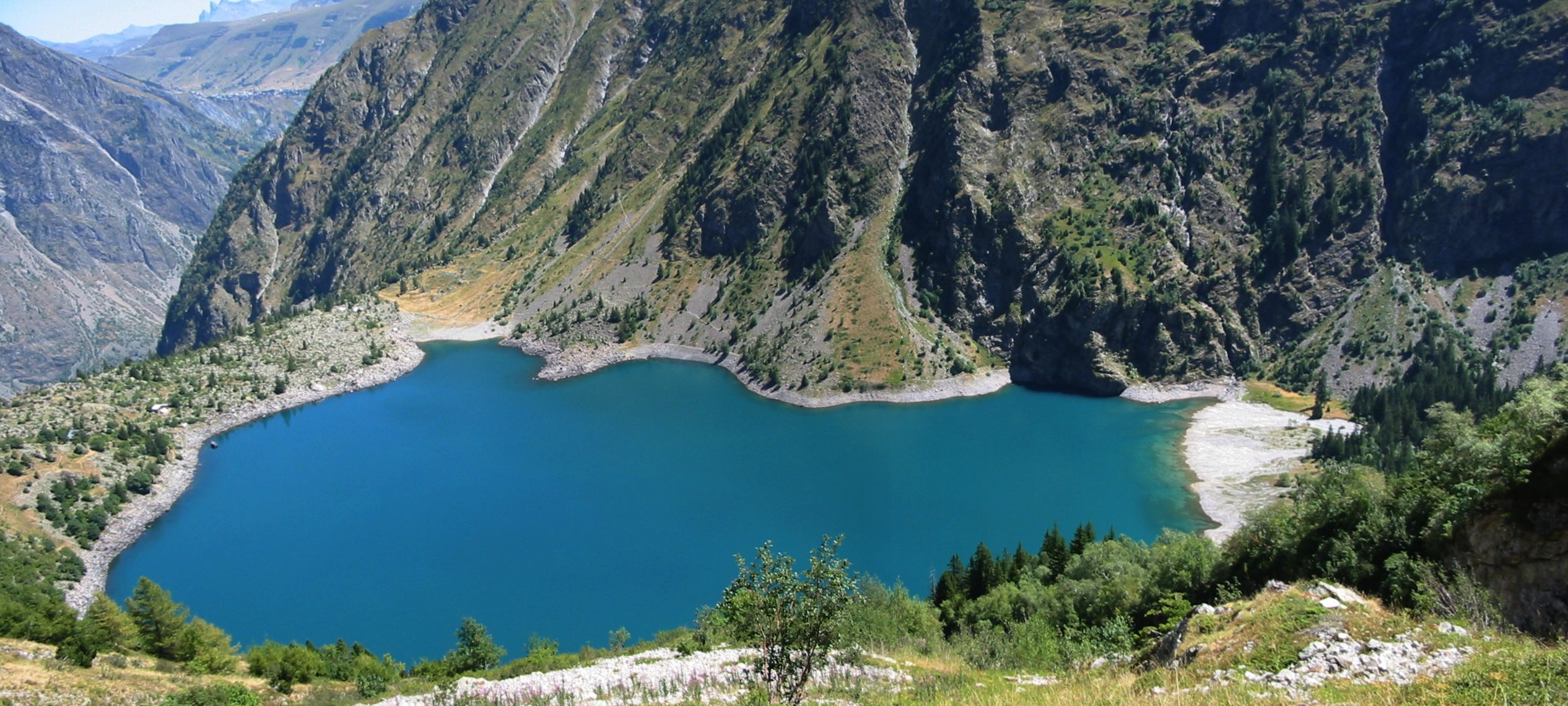
Le Lauvitel depuis le chemin menant au lac de Plan Vianney

La surface du lac est d'environ 25 à 35 hectares pour une profondeur de 40 à 65 mètres. Aucune eau superficielle ne s'échappe du lac : ni ruisseau, ni cascade. La formation de la retenue d'eau, naturelle et survenue il y a environ 4 000 ans, est due à un éboulement rocheux qui s'est ajouté à une moraine glaciaire existant déjà en fond de vallée. Un empilement de blocs fragmentés atteste d'un cataclysme ancien qui a barré la vallée. Au-dessus du lac, le plan de glissement en témoigne aussi.
Durant l'hiver, la couche de glace est épaisse de plus d'un mètre. À la fonte des neiges, l'excédent d'eau, en provenance des sommets alentour, dépasse la capacité d'écoulement par porosité et le lac peut monter de 20 mètres par rapport à son étiage de l'été, avant de déborder.

## Faune

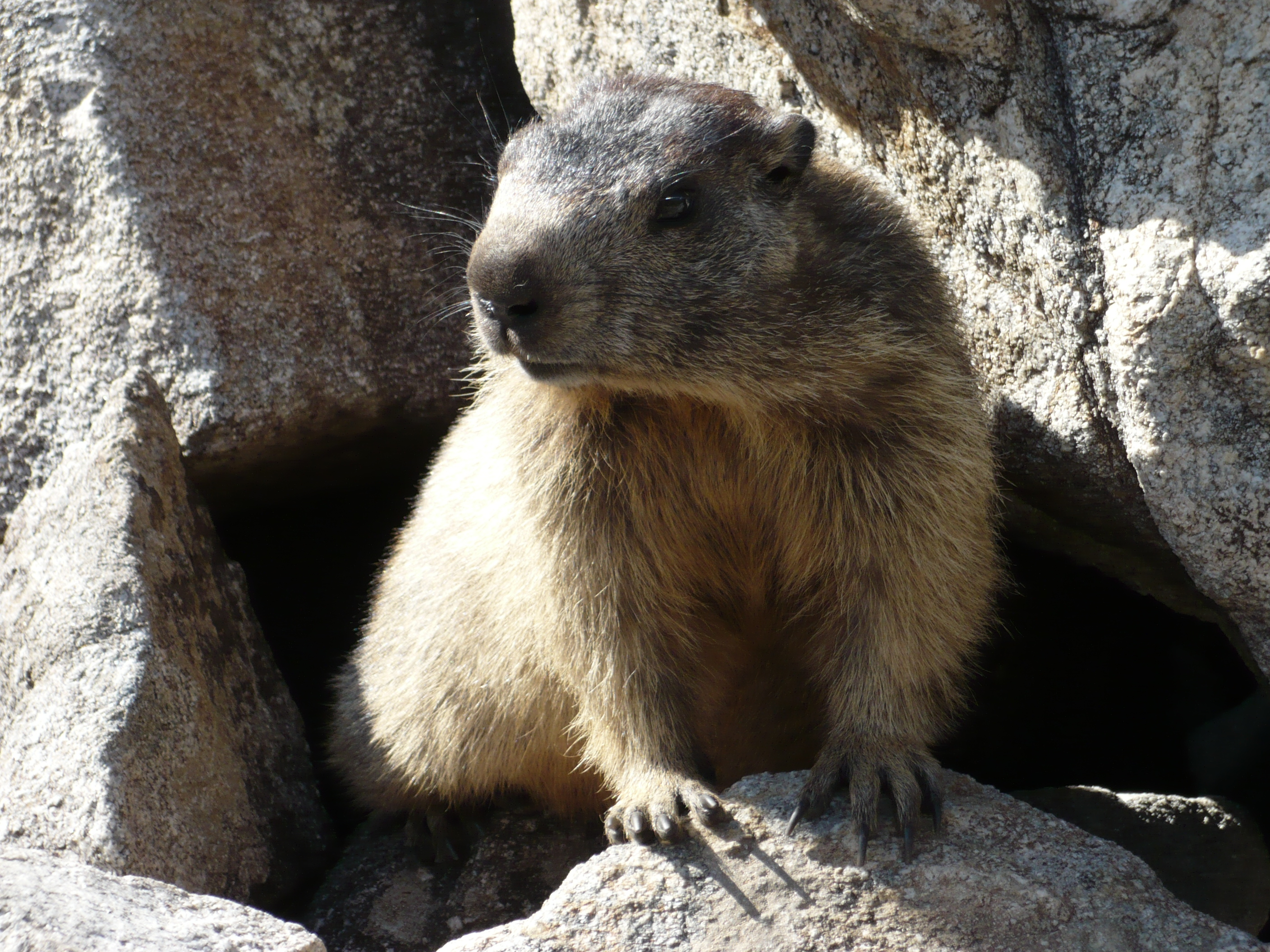
Une marmotte du Lauvitel.

Les eaux froides et bien oxygénées du lac constituent un habitat de choix pour l'omble chevalier, la truite fario et le vairon.

## Randonnée
Accès : environ 1 h 30 de marche de la Danchère, après la commune du Bourg-d'Oisans. La montée peut se faire par deux sentiers différents. Le dénivelé est de 560 mètres, et le parcours est réputé facile. 

## Études scientifiques
Des études scientifiques s'intéressent au lac, avec notamment un suivi de ses paramètres physiques, des sédiments, du phytoplancton et du zooplancton. La réserve intégrale est elle aussi étudiée, selon cinq axes de travail : la reconstitution de l'histoire du vallon, la connaissance du patrimoine biologique, le recueil de paramètres physiques, le suivi des dynamiques de site actuelles et la diffusion des résultats,,. Ont, par exemple, été faites des études des sols, depuis 2012, et des études paléoécologiques concernant la composition de la végétation forestière du vallon. 

## Dans les Beaux arts
Le Lauvitel a notamment été peint par Charles-Henri Contencin (1898-1955), peintre français, dans ses tableaux Le lac Lovitel-Oisans et Lac Lovitel. 

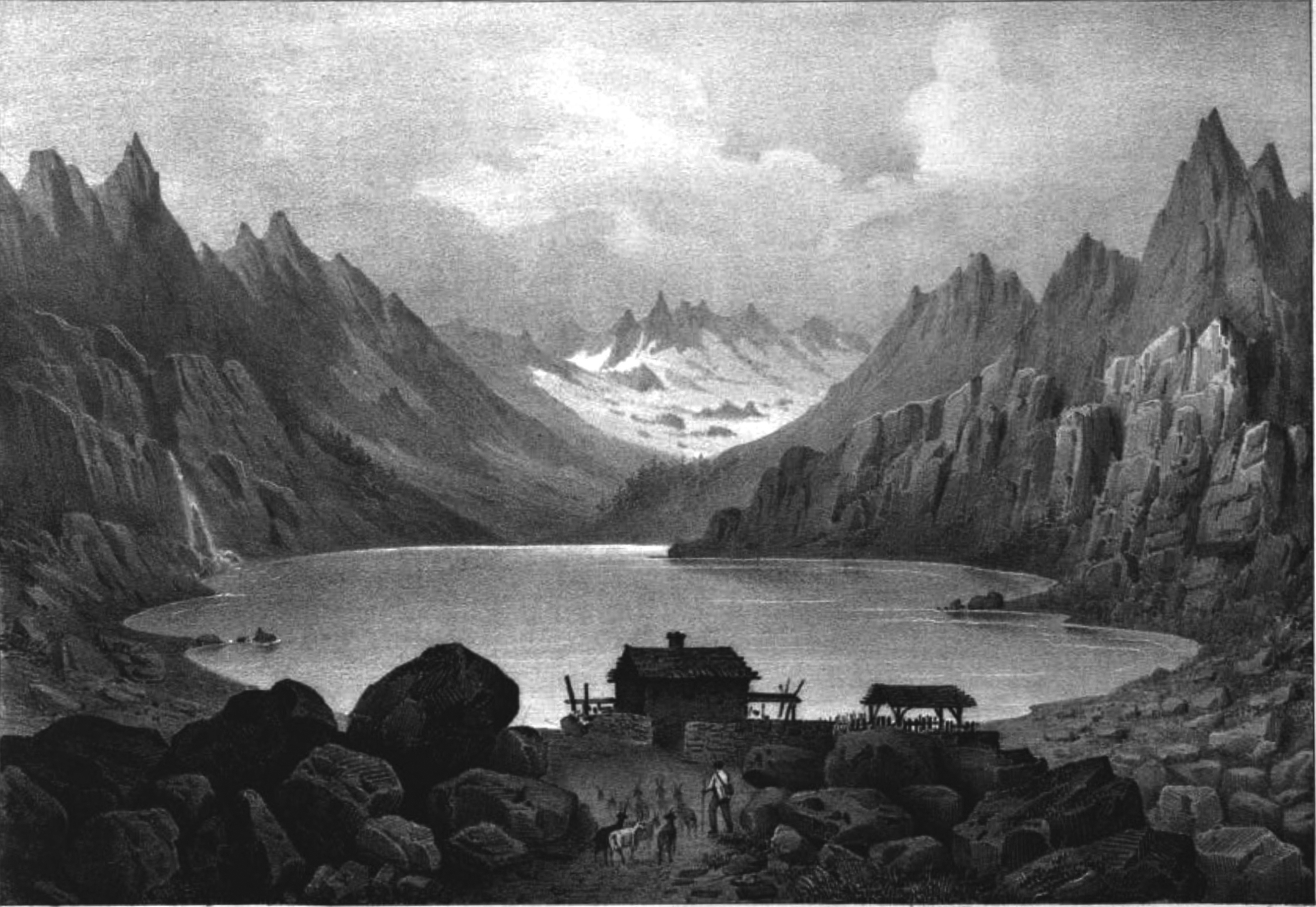
Le Lauvitel au XIXe siècle illustré par Victor Cassien (1808–1893).